# Emotions (альбом The Pretty Things)
Emotions  — третий студийный альбом британской рок-группы The Pretty Things, записанный в Philips Studios (Лондон) и вышедший в апреле 1967 года на лейбле Fontana Records. В отличие от двух первых альбомов группы, представлявших собой типичный британский ритм-энд-блюз, этот альбом был записан в новом для группы психоделическом стиле.

## Об альбоме
По словам музыкального критика (Matthew Greenwald), «как и многие великие ритм-н-блюзовые группы, пришедшие из Англии, они несколько неловко вошли в нестабильный психоделический музыкальный взрыв. Однако, справедливости ради, The Pretty Things выпустили довольно хороший и оригинальный альбом Emotions. Великолепно оркестровав свои композиции (особенно "The Sun", один из выдающихся треков альбома), The Pretty Things не упустили из виду и свои ритм-н-блюзовые уклоны, как показывают такие треки, как "There Will Never Be Another Day"».

## Список композиций
Сторона А
1. "Death of a Socialite" (Ian Stirling, Phil May, Dick Taylor) – 2:44
2. "Children" (Wally Waller, May, Taylor) – 3:05
3. "The Sun" (May, Waller) – 3:06
4. "There Will Never Be Another Day" (Taylor, May, Waller) – 2:22
5. "House of Ten" (Waller, May, Taylor) – 2:54
6. "Out in the Night" (Stirling, Taylor) – 2:44

Сторона Б
1. "One Long Glance" (Waller, May, Taylor) – 2:54
2. "Growing in My Mind" (May, Taylor) – 2:21
3. "Photographer" (May, Stirling, Taylor) – 2:07
4. "Bright Lights of the City" (Waller, May) – 3:02
5. "Tripping" (May, Taylor) – 3:26
6. "My Time" (Taylor, May, Waller) – 3:09

Bonus tracks [CD]
1. "A House in the Country" (Ray Davies) – 3:00
2. "Progress" (Bob Halley, Carl Spencer) – 2:42
3. "Photographer" (May, Stirling, Taylor) – 2:14
4. "There Will Never Be Another Day" (Taylor, May, Waller) – 2:25
5. "My Time" (Taylor, May, Waller) – 3:11
6. "The Sun" (May, Waller) – 3:09
7. "Progress" (Bob Halley, Carl Spencer) – 2:57

## Участники записи
The Pretty Things
- Фил Мэй — вокал
- Дик Тэйлор — гитара
- Skip Alan – ударные
- Jon Povey – вокал, клавишные
- Wally Waller – бас, гитары, вокал
- Брайан Пендлтон — ритм-гитара
- Джон Стакс — бас

Приглашенные музыканты
- Johnnie Gray – саксофоны
- J. Collier – контрабас
- G. Wallace – бас-тромбон
- John Shinebourne, Lionel Ross, R. Kok, William de Mont – виолончель
- Reg Tilsley – дирижёр
- Marie Goossens – арфа
- Keith Christie – тромбон
- Albert Hall, Bert Ezzard, Greg Bowen – труба
- Johnny Edwards – тромбон